# Още 48 часа
„Още 48 часа“ (на английски: Another 48 Hrs.) е американска екшън комедия от 1990 г. на режисьора Уолтър Хил, с участието на Еди Мърфи и Ник Нолти и е продължение на „48 часа“ (1982).

## В България
В България филмът е издаден на VHS на 29 юли 1996 г. от „Александра Видео“.
На 22 ноември 2009 г. се излъчва по Диема 2 с български дублаж за телевизията.